# Groupe Teyliom
Teyliom est un groupe panafricain fondé en 2001 par Yerim Sow. Initialement actif dans le secteur des télécommunications, le groupe exerce également dans les domaines de l'immobilier, de l'hôtellerie, de la finance, de l'industrie, de l’énergie et de la logistique. Il est présent dans 13 pays d’Afrique et en Europe. En 2021, il a réalisé 129 millions d’euros de chiffre d’affaires, une hausse de 41 % par rapport à son chiffre d’affaires de 2016 qui est de 75 millions d’euros.

## Histoire
En 1988, l’homme d’affaires sénégalo-ivoirien Yérim Sow crée Direct Access, une entreprise spécialisée dans le domaine de l’informatique. En 1994, avec l’avènement du Pager, il crée la première société de radiomessagerie du Sénégal et grâce au succès de son modèle «Bip Access» il étend son entreprise en Côte d’Ivoire sous le nom d’Access Telecom, un des premiers opérateurs téléphoniques d’Afrique Francophone. En 1996, avec le lancement des premières licences de téléphonie mobile en Côte d’Ivoire, Access Telecom s'associe à Loteny Telecom, une société ivoirienne attributaire depuis le 02 janvier 1996 de la première licence GSM. Rejoint par Telecel International comme troisième actionnaire, le consortium se développe sous le nom commercial de Telecel CI. Sous la direction de Yerim Sow, actionnaire majoritaire et administrateur directeur général, Telecel CI gagne quasiment la moitié des parts de marché de la téléphonie mobile de la Côte d’Ivoire avec 800.000 abonnés.
En août 2001, avec Telecel CI comme principal investissement, Yerim Sow crée le groupe Teylium international, une entreprise basée à l’île Maurice mais, avec une direction installée à Genève.
En 2005, Yerim Sow vend pour 76 millions d’euros 51 %des parts de Telecel CI au groupe MTN. Avec cette vente, le groupe Teylium rentre dans le capital de MTN CI à hauteur de 15 %. À partir de cette année, le groupe Teylium qui est initialement actif dans le secteur des télécommunications, se diversifie à travers 8 secteurs d’activité: l'immobilier, l'hôtellerie, la finance, l'industrie, l’énergie et la logistique. Il crée la même année deux filiales: Teylium properties group et Chain hotels & resorts. La première est spécialisée dans les projets immobiliers de bureaux et de résidences; la seconde est spécialisée dans la construction et dans la gestion d’hôtels. Dans la foulée, le groupe crée un bureau de soutien à Dubaï et à Abidjan. En 2006, le groupe ouvre son bureau à Genève et ferme les bureaux d’appui de Dubaï et d'Abidjan.
À partir de 2014, le groupe Teylium change de nom et devient le groupe Teyliom. Il passe du slogan «l’empreinte du future» à «tomorrow is now». En 2016, lors du forum International Afrique Developpement (IAD) organisé à Casablanca, le groupe Teyliom est classé 2ᵉ pour le prix Coopération sud-sud. En 2017, la filiale Teyliom Côte d'Ivoire est certifiée ISO 9001-2015 par l'organisme certificateur SGS ICS France.  

## Secteurs d'activités et marques
À partir de 2005, le groupe Teyliom en plus du secteur de la télécommunication commence à diversifier ses activités. 

### Télécommunication - Teyliom telecom
- Après la vente de la majorité des parts de Telecel CI au groupe sud-africain MTN, le groupe Teylium prend part au capital de l'entreprise à hauteur de 15%. Dans le cadre de son développement, l’entreprise, en 2008, vend 5% de son capital au sein du groupe MTN le ramenant à 10%. En 2012, le groupe vend à nouveau 3% de ses actions d'MTN ramenant son capital définitif à 7%[8]. Le PDG du groupe Teyliom, Yerim Sow occupe le poste de président du conseil d'administration de MTN CI de juillet 1998 à septembre 2024.
- En 2006, Teylium télécom obtient une licence de téléphonie mobile au Cap-Vert et crée en tant qu'actionnaire majoritaire à 70% la société Tplus Télécommunication, le deuxième opérateur de téléphonie mobile du pays. En 2012, il vend la totalité de ses actions détenues au sein de l’entreprise Tplus[13].
- En 2006, Teylium télécom prend le contrôle à 70% d'Intercel Holding, le troisième opérateur mobile de la Guinée. En 2010, le groupe vend 25% de son capital au sein d’Intercel holding, ramenant sa participation à 45%. En 2011, il vend la totalité de ses actions au groupe soudanais Sudatel[14].
- En 2018, en consortium avec Xavier Niel via Iliad et Hassanein Hiridjee via Axian, le groupe Teyliom acquiert 20%[15] de l’opérateur mobile sénégalais Tigo qui devient, le 1er octobre 2019, Free Sénégal. Le 27 novembre 2024, sous l'impulsion de l'actionnaire majoritaire[16], le groupe Axian, l'opérateur sénégalais change à nouveau de nom pour devenir[17] Yas Sénégal. Le PDG du groupe Teyliom, Yerim Sow occupe le poste de président du conseil d'administration[18] de Yas Sénégal depuis avril 2018.

En 2025, la filiale Teyliom telecom compte à son actif deux opérateurs de téléphonie mobile: MTN Côte d'Ivoire à hauteur de 7% et Yas Sénégal à hauteur de 20%. 

### Immobilier - Teyliom properties
Dénommée auparavant Keyrode group SA, la filiale Teyliom properties est spécialisée dans la construction, la vente et la location des biens immobiliers de bureaux et de commerces. Elle est présente au Sénégal, en Côte d'Ivoire et au Mali.
- En 2005, la filiale entre dans le secteur de l’immobilier à travers la mise en place d’une première infrastructure de bureau dénommée Trillenium Dakar[19].
- En 2007, Teyliom properties réalise le plus important ensemble d’habitations de luxe jamais réalisé en Afrique de l’Ouest, dénommé Waterfront. Ce complexe résidentiel d’une superficie de 31 000 m2 pour 129 unités de haut standing, est dessiné par l’architecte sud-africain Stefan Antoni du groupe SAOTA[20].
- En 2008, Teyliom properties ajoute à son parc immobilier l'immeuble Teylium, siège social de la Bridge Bank à Abidjan. Cet immeuble réalisé par le duo d'architecte Koffi & Diabaté[21] est le premier bâtiment en Côte d’Ivoire à obtenir la certification HQE[22]. La même année, la filiale réalise la construction des résidences NGor Coralia à Dakar.
- En 2009, elle réalise son deuxième projet immobilier destiné à la location de bureaux, l’Atriyum center à Dakar[23].
- En juillet 2010, Teyliom properties construit le centre commercial Sea Plaza Dakar. Ce complexe de 14 000 m2 situé sur la corniche de Dakar est le premier mall du Sénégal[24]. En novembre 2022, le centre commercial s’agrandit avec l’ouverture d’un complexe cinématographique dénommé Seanema[25]. La même année, elle augmente son parc immobilier avec la Rivonia Tower[26]. Cette tour de 14 étages, bâtie sur 4 000 m2, est le siège du groupe au Sénégal.
- En 2011, pour un cout global de 10 millions d’euros et bâti sur 4 800 m2, elle réceptionne et met en service l’immeuble Trillenium 2 à Bamako[27]. La même année, elle lance son projet immobilier dénommé Cité Horizon sur la VDN de Dakar.
- En 2015, le groupe Teyliom signe avec le gouvernement sénégalais un bail emphytéotique de 120 hectares à Diamniadio. L'octroi de ce bail entre dans le cadre du projet gouvernemental de la nouvelle ville de Diamniadio afin de désengorger la capitale Dakar[28]. Elle crée en juin 2016 sa nouvelle filiale orientée vers la construction de bâtiments et de travaux publics dénommée Teyliom construction, en abrégé Teyco. En 2016, pour le compte du gouvernement sénégalais, Teyco construit une méga structure gouvernemental dénommée Spherex. Un ensemble de 3 bâtiments de 6 étages chacun, pour une superficie de 64 000 m2 de bureaux pouvant accueillir 3 000 fonctionnaires situé à Diamniadio[29]. Il est inauguré le 16 janvier 2019, après seulement 24 mois de travaux, soit une avance de 6 mois sur la date de livraison[30]. En 2016, dans le cadre de la réalisation de ses projets à Diamniadio, la filiale Teyco lance le projet Kerria, une cité résidentielle composée de villas et de blocs d'immeubles (Diam Hills et Palmerai), de parcs d'animations (Leisure Park), d'hôtels (Yaas Diamniadio)[31] et d'établissements scolaires (African International School). En 2015, l'État sénégalais lance le projet social 100 000 logements destiné aux foyers les plus modestes. Le groupe Teyliom choisit parmi les promoteurs immobiliers pour l'exécution de ce projet, lance la construction de la cité Akys, un programme de 1700 villas dans la ville de Bambilor[32]. En 2024, l'entreprise a livré 1081 villas sur les 1700[32].
- En 2019, Teyliom signe un protocole d’accord avec l’État de Côte d’Ivoire portant sur l’aménagement urbain de 40 hectares dans la zone aéroportuaire d’Abidjan avec sa filiale Akwaba Business Park (ABP)[33]. Cette nouvelle filiale du groupe Teyliom est spécialisée dans le développement de nouveaux quartiers d’affaires et résidentiels. La même année, à travers sa filiale SCI Galaxie, Teyliom construit un complexe résidentiel de 23 appartements haut de gamme dénommé The One réalisé par le cabinet d'architecture SAOTA.
- En 2021, MTN CI et le groupe Teyliom signent un accord pour la construction du nouveau siège de MTN CI à Abidjan. Construit par Teyco et réalisé par le cabinet d'architecture SAOTA, ce siège est bâti sur une surface de 15 000 m2, pour un coût total de 15 millions d'euros[34]. Le projet est développé par la filiale Akwaba business park (ABP)[35].
- En 2022, après le succès du même projet à Dakar, Teyliom lance la construction de Waterfront CI[36], un ensemble immobilier constitué de 80% d'appartements et de villas avec des bureaux et un centre commercial[37].

En 2025, la filiale Teyliom properties compte dans son parc immobilier: le Trillenium 1, le Waterfront, l'Atryum Center, le Sea Plaza, la Rivonia Tower, le Spherex, la cité Akys, la cité Kerria, les résidences Coralia, la cité Horizon VDN pour le Sénégal. Le Teyliom siège, le Waterfront CI, The One, l'Akwaba Business Parc (ABP) pour la Côte d'Ivoire. Le Trillenium 2 pour le Mali. 

### Hôtellerie - Teyliom hospitality
À partir de 2011, le groupe Teyliom se lance dans le secteur de l’hôtellerie. En 2012, il crée son propre groupe de gestion hôtelière dénommé Inaugure Hospitality. Ce dernier, l'année suivante met en place une équipe basée dans ses bureaux à Barcelone, en Espagne. La société Inaugure hospitality crée la filiale Mangalis Hôtel Group qui se développe sous trois catégories d'hébergement : Noom hôtel, classé haut de gamme 5 étoiles et géré par la société Chain hôtel investment; Seen hôtel, classé moyenne gamme 4 étoiles et géré par la société Smart hôtel; et Yaas hôtel, classé gamme économique 2 étoiles.
- En 2009, Teyliom ouvre son premier hôtel à Dakar géré sous la marque Radisson Blu. Construit sur une surface de 1 500 m2 à 39 millions d'euros, cet établissement de 180 chambres dont 6 suites est adossé au centre commercial Sea Plaza[39]. En 2014, le groupe procède à l'extension de l'établissement avec 38 chambres business et 16 suites, portant le nombre total de chambres à 241. À partir du 1er janvier 2025, le Radisson Blu devient le Noom hôtel Sea Plaza Dakar, la marque 5 étoiles du groupe hôtelier[40].
- En 2012, Mangalis lance les travaux de construction du Noom à Conakry, un hôtel de 187 chambres qui ouvre ses portes en 2016[41]. En 2015, pour un coût de 3 millions d'euros, le Fonds d’investissement et de soutien aux entreprises en Afrique (Fisea) prend une participation de 23%  au sein de Chain hôtel Conakry, qui développe le Noom hôtel de la même ville[41].
- En 2014, Mangalis construit un nouvel hôtel de 89 chambres dans le quartier des Almadies sous la marque Yaas hôtel[42]. La même année, pour un coût de 15 millions d'euros, Mangalis lance les travaux de construction du Noom hôtel à Cotonou[43]. Construit sur un bail emphytéotique de 2 hectares accordé en 2012, le Noom hôtel de Cotonou déjà réalisé à 90 % est complètement rasé en octobre 2020, à la suite d'un litige avec le gouvernement béninois[44].
- En 2017, Mangalis ouvre le Seen hôtel à Abidjan. Pour un coût de 20 millions d'euros[45], l’hôtel est bâti sur 1 902 m2 et est doté de 149 chambres dont 7 suites[46].
- En juin 2019, Mangalis et Proparco, la filiale de l’Agence française de développement (AFD), s’associent pour construire le Noom hôtel à Niamey[47]. Pour un coût de 29 millions d'euros, cet hôtel haut de gamme est doté de 141 chambres dont 6 suites[48].
- En septembre 2021, Mangalis ouvre le Noom hôtel à Abidjan Plateau. Pour un coût de 53 millions d'euros financé partiellement à 9 millions d'euros par la Banque ouest-africaine de développement (BOAD)[49], cette tour de 24 étages est dotée de 179 chambres et suites ainsi que de 21 appartements meublés[50].
- En 2023, dans le cadre de la CAN 2024 à Abidjan, Mangalis reprend l'exploitation du Ran hôtel de Bouaké actif depuis 45 ans. Rénové et mis aux standards internationaux pour un coût de 4 millions d'euros, il est renommé le Seen hôtel Bouaké[51].

En 2025, la filiale Teyliom hospitality compte dans son parc hôtelier les hôtels de Noom à Dakar - Abidjan - Conakry - Niamey, les hôtels de Seen à Abidjan Plateau - Bouaké et l'hôtel de Yaas à Dakar.  
Dans l'optique d'accroître son parc hôtelier, la société Mangalis group construit actuellement le Noom hôtel à Bouaké pour 12 millions d'euros, le Yaas hôtel à Dakar centre-ville ainsi que le Yaas hôtel à Abidjan dans le pôle urbain d'Akawaba et le Yaas hôtel à Diamniadio. 

### Finance - Teyliom Finances
En 2006, pour faire son entrée dans le secteur de la finance, le groupe Teyliom crée la Bridge Group West Africa (BGWA), une société en charge de la gestion des investissements du groupe dans les secteurs bancaires et financiers. La Bridge Group West Africa comprend: la banque Bridge Bank en Côte d'Ivoire et au Sénégal, la Bridge Securities, une société de gestion et d'intermédiation (SGI), la Bridge Asset Management, une société de gestion d'organismes de placement collectif en valeurs mobilières (SGO) et la Bridge Microfinance. 
- En juin 2006, le groupe Teyliom crée la Bridge Bank Group Côte d’Ivoire (BBGCI). Initialement orientée vers les PME, la BBGCI élargit sa niche de clients vers les particuliers premiums, les professionnels et les TPE. En 2007, le groupe Teyliom renforce les fonds propres de la BBGCI avec l’entrée dans le capital du fonds d’investissement Cauris Investissement. Avec un investissement de 1,52 million d'euros, Cauris Investissement acquiert 11.87 % de la banque. En 2016, après avoir triplé son investissement, Cauris Investissement cède ses parts à la Bridge Group West Africa[56]. En 2014, la Bridge Bank Côte d'Ivoire ouvre le capital de sa holding bancaire Bridge Group West Africa (BGWA) au fonds d’investissement AfricInvest à hauteur de 30%[57]. En 2019, BBGCI ouvre son capital à hauteur de 20 % à la Caisse nationale de prévoyance sociale de Côte d’Ivoire (CNPS)[58]. En juillet 2022, AfricInvest annonce céder ses 30 % de parts au groupe Teyliom, qui devient à 77,18% l'actionnaire majoritaire[59]. En 2018, avec l'autorisation de la commission bancaire de l'union bancaire ouest africaine (UMOA), la BGWA ouvre une succursale au Sénégal[60]. La même année, BBGCI devient la première banque certifiée ISO 9001-2015 en Côte d’Ivoire[61].
- En 2013, le groupe Teyliom, à travers la BGWA, acquiert une participation de 32,7% du capital de la Banque nationale pour le développement économique (BNDE) au Sénégal. L’actionnariat de la BNDE est dominé par l’État du Sénégal à 34.09% et la BGWA à 32,73%. En 2021, la BGWA cède la totalité des participations au sein de la BNDE[62].
- En 2017, la BGWA crée la Bridge Assets Management (BAM), une société spécialisée en gestion d'organismes de placement collectif en valeurs mobilières (SGO). Elle crée également la Bridge Securities, une société de gestion et d'intermédiation (SGI) qui reçoit de l'Autorité des marchés financiers (AMF-UMOA) l'agrément lui conférant une légitimité opérationnelle au sein de l'Union monétaire ouest africaine (UMOA). En 2018, la Bridge Assets Management et la Bridge Securities sont agréées par le Conseil régional de l’épargne publique et des marchés financiers (CREPMF)[63].
- En 2018, la BGWA, en partenariat avec MTN CI et le groupe bancaire kényan CBA, lance les activités de Bridge Microfinance (BMF), une institution agréée en qualité de système financier décentralisé sous le numéro A-1-1/19-1 par le ministère de l’Économie et des Finances de la Côte d’Ivoire[64].

En 2025, le groupe Teyliom compte au sein de son secteur financier : la Bridge Group West Africa (BGWA) avec 16 agences en Côte d'Ivoire et 2 agences au Sénégal. La Bridge Assets Management (BAM), la Bridge Securities et la Bridge Microfinance (BMF) en Côte d'Ivoire.

### Industries - Teyliom industries
La filiale Teyliom industries évolue dans les secteurs de la construction, de l’agro-industrie et de la fabrication de PVC.
- En 2006, le groupe Teylium international crée une filiale industrielle dénommée Continental Beverage Company (CBC), une société de production et de commercialisation d’eau minérale naturelle, de jus de fruits et de boissons gazeuses installée à Abidjan. Le CBC détenu à 100% par le groupe est un des leaders dans le domaine de la production et de la commercialisation d’eau minérale en Côte d’Ivoire sous la marque Olgane. Avec un investissement de 3 millions d'euros[7], le CBC est inauguré le 21 mars 2007 par l'ancienne première dame Simone Ehivet Gbagbo[65]. En 2013, le CBC ouvre son capital à hauteur de 25% au fonds d’investissement African Agriculture Fund (AAF), géré par la société sud-africaine Phatisa. En 2022, Phatisa cède sa participation minoritaire au groupe Teyliom[66].
- En 2016, le groupe Teyliom crée Polytek, une société spécialisée dans la fabrication de tube PVC au Sénégal. La création de cette société se fait en collaboration avec la Compagnie sahélienne d'entreprise (CSE), une entreprise créée par Aliou Ardo Sow et dirigée depuis la même année par Oumar Sow, frère aîné du PDG de Teyliom. Située dans la zone spéciale intégrée de Diass (ZESI) au Sénégal, Polytek est la deuxième entreprise la plus importante du pays avec une production de 11 000 tonnes par année[67].
- En 2016, le groupe crée Teyliom construction en abrégé Teyco, une société spécialisée dans toutes les catégories de l’industrie de la construction telles que la construction de bâtiments en béton et en structure métallique, le service des travaux de génie civil, l’ingénierie des fondations ainsi que les études techniques. La principale réalisation de Teyco est le projet gouvernemental sénégalais Spherex situé dans la nouvelle ville de Diamniadio[29].

En 2025, le groupe Teyliom compte au sein de son secteur industriel: le Continental Beverage Company (CBC) qui commercialise l'eau minérale Olgane en Côte d'Ivoire, la société de construction Teyco et Polytek, la société de fabrication de tube PVC au Sénégal.

### Logistiques - Teyliom logistics
La filiale Teyliom logistics est une plateforme logistique multimodale spécialisée dans la gestion du fret et basée dans la zone économique spéciale intégrée (ZESI) de Diass, près de l’aéroport international Blaise Diagne (AIBD).  
En 2017, Teyliom logistics démarre ses activités en tant que gestionnaire du cargo village de l'AIBD. Avec l'attribution de 90 hectares dans la zone économique spéciale intégrée (ZESI) de Diass, Teyliom logistics avec le soutien opérationnel de Swissport, leader mondial de l’assistance aéroportuaire et du traitement du fret aérien, est la première entreprise à développer un cargo village aux normes internationales avec entrepôt de stockage. Pour bâtir cette structure, Teyliom logistics a investi 5 millions d'euros dans les constructions de bâtiments, de voiries, de hangars. 

### Énergie - Teyliom énergies et services
La filiale Teyliom énergies et service est chargée de l'optimisation de la consommation d'énergies des infrastructures du groupe Teyliom. Créée en août 2023, à Abidjan, elle s'occupe de la gestion de syndic et de l'administration de ses biens immobiliers. 

### Investissement - Teyliom global capital
En 2014, le groupe crée Teyliom global capital (TGC), une filiale qui a pour objectif d’investir dans des start-ups en voie de maturité. Elle prend des participations au sein d’entreprises spécialisées dans le développement de produits et de services tels que la fintech, le VTC et l’optimisation énergétique.
En 2001, Teyliom global capital prend part à hauteur 33% au sein de Premium Contact Center International (PCCI), le premier centre de communication d'Afrique subsaharienne. Le PCCI est la première structure dakaroise à gérer les appels en provenance de l’Hexagone et en Afrique subsaharienne. Avec plus de 2 000 salariés, répartis sur 3 sites de production: Dakar (Sénégal), Abidjan (Côte d’Ivoire) et Douala (Cameroun), il assure le service de relation client, l'assistance technique, l'acquisition de clients… Il collabore avec de grandes entreprises africaines et européennes telles qu'Orange, Canal+, MTN, mais également avec les banques et les consulats ouest africains. 

## Enseignement
En 2019, le groupe Teyliom s’associe avec la cité scolaire internationale SA (CSI) pour créer l’African international school (AIS), un campus scolaire de 5 hectares érigé dans le pôle urbain de Diamniadio. Pour un coût total de 9 millions d’euros, l'AIS ouvre officiellement ses portes à la rentrée 2023. Avec une capacité de 1 500 élèves, il accueille des écoliers du préscolaire à la terminale, en parcours français ou international. L’établissement est doté d'un laboratoire ultramoderne, d'un auditorium, d'un dortoir, d'une piscine olympique, d'un centre culturel et artistique.
Avec toutes les homologations requises par les autorités sénégalaises afin de dispenser le programme sénégalais, le programme français et le programme international, l'AIS fait partie des établissements reconnus par L’Agence d’enseignement français à l’étranger (AEFE).

## Fondation Teyliom
Pour la création d'une fondation humanitaire commune, le groupe Teyliom et le groupe CSE unissent leurs efforts à travers la fondation Aliou Ardo Sow, anciennement dénommée fondation causes humaines. Elle est reconnue d'utilité publique par l'État du Sénégal depuis septembre 2018.
En 2020, le groupe Teyliom et la CSE à travers la fondation font un don de 686 000 euros au ministère de la santé et de l’action sociale afin de soutenir l’action des pouvoirs publics pour faire face à l'épidémie mondiale de la Covid 19. 

## Litiges
En octobre 2020, à la suite d'un litige avec le gouvernement béninois, le futur hôtel Noom de Cotonou déjà réalisé à 90% est complètement rasé. L'érection de cet hôtel sur une zone de 2 hectares attribuée par l'ancien président Yayi Boni, remplacé depuis 2016 par le président Patrice Talon, est remplacée par le Monument Amazone. En juillet 2020, le groupe Teyliom, jugeant cette destruction arbitraire, porte l'affaire auprès de la CIRDI qui, en 2025, est toujours en instance. 

## Données financières
Depuis 2005, le groupe Teyliom opte pour l’établissement de comptes consolidés du groupe conformes aux normes internationales d’information financière (IFRS).
Source: documents de référence,,,,,
| Années                        | 2021    | 2020    | 2019    | 2018    | 2017     | 2016   |
| ----------------------------- | ------- | ------- | ------- | ------- | -------- | ------ |
| Chiffre d'affaires du groupe  | 129 510 | 81 574  | 111 722 | 156 398 | 1178 602 | 75641  |
| Résultat net part du groupe   | 378     | 27 851  | 617     | 11 196  | 2 792    | 140    |
| Investissement d'exploitation | 139 681 | 267 719 | 101 884 | 84 712  | 76 392   | 59 039 |

## Identité visuelle et logos

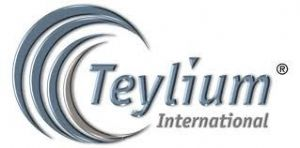
Logo Teylium jusqu'au 31 décembre 2013
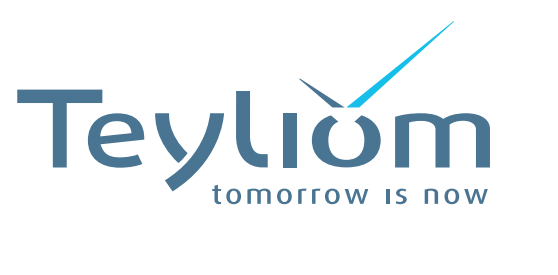
Logo Teyliom à partir du 31 janvier 2014